# Heriberto Lazcano Lazcano
Heriberto Lazcano Lazcano (Apan, 25 de dezembro de 1974 – Progreso, 7 de outubro de 2012), comumente conhecido por seus pseudônimos Z3, El Lazca e El Verdugo, foi um militar e traficante mexicano, líder do cartel de drogas Los Zetas, antigo grupo armado do Cartel do Golfo. Até a data de sua morte, era considerado o segundo traficante de drogas mais procurado do México.
Lazcano se juntou ao Exército Mexicano aos 16 anos e mais tarde ao Grupo Aeromóvil de Fuerzas Especiales, conhecido como GAFE, as forças especiais do Exército Mexicano. Durante seu tempo no Exército Mexicano, Lazcano teria recebido treinamento militar das Forças de Defesa de Israel e do Exército dos Estados Unidos, mas acabou desertando em 1998, após sete anos de serviço. Após sua deserção, ele foi recrutado pelo traficante Osiel Cárdenas Guillén e Arturo Guzmán Decena, junto com cerca de 30 outros soldados, para trabalhar como executores do Cartel do Golfo, formando o grupo paramilitar conhecido como Los Zetas. Seus métodos de tortura lhe renderam o apelido de "El Verdugo" ("O Carrasco"), principalmente por matar suas vítimas, dando-as como alimento para leões e tigres que ele mantinha em uma fazenda. Segundo seus companheiros, Lazcano também praticava canibalismo com suas vítimas.
Lazcano morreu em um tiroteio com a Armada do México em 7 de outubro de 2012. Após sua morte, seu corpo foi levado da funerária por uma gangue armada.

## Juventude
Lazcano nasceu em uma família pobre no dia de Natal, dezembro de 1974, em Apan, Hidalgo, México; no entanto, há outras fontes que afirmam que ele nasceu em Acatlán, também em Hidalgo; Lazcano também tem uma certidão de nascimento do estado de Veracruz. Ele se alistou no Exército Mexicano como soldado de infantaria aos 16 anos e mais tarde foi membro do Grupo Aeromóvil de Fuerzas Especiales (GAFE), equipe de forças especiais de elite dedicada ao combate a guerrilhas (como o EZLN) e organizações de tráfico de drogas. Sua primeira missão militar ocorreu durante a presidência de Ernesto Zedillo, quando foi enviado junto com outros soldados do GAFE para reprimir a insurgência armada em Chiapas. Depois disso, ele foi transferido para o norte do México como parte de um programa de reforço de segurança contra organizações de tráfico de drogas. Enquanto servia no Exército Mexicano, Lazcano teria recebido treinamento das Forças de Defesa de Israel e do Exército dos Estados Unidos. Ele adquiriu treinamento em áreas de táticas de contrainsurgência e contraterrorismo; técnicas de atirador de elite; guerra na selva, montanha, deserto, naval e urbana; e aprendeu a usar explosivos, rifles de alto calibre e lançadores de granadas. Em 27 de março de 1998, Lazcano solicitou sua dispensa do Exército ao atingir o posto de Cabo de infantaria.
Enquanto viajava por Reynosa, Tamaulipas, em 18 de fevereiro de 1998, Lazcano foi detido pelas autoridades mexicanas com 325 quilos de maconha em seu veículo, uma Chevrolet Silverado. Naquela época, Lazcano ainda trabalhava como policial judiciário em Tamaulipas, mas também trabalhava para o traficante Osiel Cárdenas Guillén. O documento federal não explica por que ele foi autorizado a sair depois que os narcóticos foram confiscados, mas logo após esse incidente Lazcano deixou o exército e seu dever como reforço policial para trabalhar em tempo integral para o Cartel do Golfo.

## Crime Organizado
Ele serviu no Exército por sete anos e acabou desertando em 27 de março de 1998, quando foi recrutado por Osiel Cárdenas Guillén e Arturo Guzmán Decena para fazer parte do Los Zetas, originalmente criado por ex-soldados do Exército Mexicano que trabalhavam para o Cartel do Golfo. Depois que Cárdenas Guillén foi preso e extraditado para os Estados Unidos em 2007, Los Zetas romperam relações com o Cartel do Golfo em 2010 e se tornaram a organização criminosa mais forte do México, ao lado do Cartel de Sinaloa. Lazcano foi colocado como terceiro em comando (Z-3) e, após a morte de Guzmán Decena (Z-1) em 2002 e a captura de Rogelio González Pizaña (Z-2) em 2004, ele se tornou o comandante.
Sob a tutela de Lazcano, Los Zetas recrutaram mais homens armados para suas fileiras, muitos deles ex-soldados do Exército Mexicano e ex-Kaibiles, o esquadrão de Forças Especiais do exército DA Guatemala, ex-policiais e bandidos de rua. Lazcano também criou células regionais especializadas em outros crimes além do tráfico de drogas. Devido à sua formação militar, Lazcano incutiu uma "cultura militar" em seu esquadrão, designando novos recrutas com os títulos de "tenente" e "comandante" e treinando-os em táticas militares.
Em 2008, Lazcano formou uma aliança com os irmãos do Cartel dos Beltrán-Leyva e com Vicente Carrillo Fuentes, do Cartel de Juárez. Desde o início de 2010, Los Zetas romperam relações com seus antigos empregadores, o Cartel do Golfo, causando uma violenta guerra territorial nos estados fronteiriços de Tamaulipas e Nuevo León, no nordeste do México. A guerra entre essas duas organizações criminosas deixou milhares de mortos.
Lazcano é suspeito de matar centenas de pessoas, incluindo o jornalista Francisco Ortiz Franco, que foi assassinado em 2004 na frente de seus dois filhos quando saía de uma clínica. Lazcano desempenhou um papel especial em Los Zetas; com seu treinamento militar, ele foi capaz de combinar "precisão militar com criminalidade implacável"; quando estava no poder, Lazcano ia com sua organização para várias regiões do México, descobria quem estava no comando dos sequestros locais, tráfico de pessoas e redes de extorsão, e os matava para assumir seus negócios. O resto era então instruído a se juntar ou morrer.
No seu auge, o império criminoso de Lazcano consistia em cerca de 10.000 homens armados, que se estendiam do Rio Grande até a América Central.

### Métodos de tortura
Lazcano ganhou fama decapitando suas vítimas, colocando-as em banhos de ácido e torturando e matando centenas de pessoas.
Lazcano ficou conhecido por usar um método de tortura conhecido como "La Paleta" ('O Picolé'), no qual as vítimas eram despidas e brutalmente espancadas com uma tábua. Um repórter também lembra que Lazcano teria amarrado um homem a uma árvore e o espancado até que ele quebrasse as pernas, e então o deixou amarrado à árvore por dois ou três dias até morrer. Segundo as autoridades mexicanas, Lazcano possuía uma fazenda com vários leões e tigres, que ele usava para se livrar de suas vítimas. Lazcano também usou mortes de intimidação eficazes para manter seus subordinados sob controle. Ele teria jogado suas vítimas (ou seus filhos) em grandes barris de óleo fervente. Quando ele descobriu que alguns de seus homens estavam roubando dele, Lazcano forçaria um deles a assistir enquanto seus capangas pegavam um pedaço de madeira de 2 por 4 e espancavam o outro até a morte. Quando eles estavam mortos, o carrasco então cortava o coração da vítima (Lazcano jogava os órgãos fora, mas outros traficantes forçavam seus convidados a comer os órgãos das vítimas).
Lazcano também foi pioneiro nas técnicas de decapitação que os Los Zetas agora empregam, e testemunhas protegidas disseram que Lazcano deixava rivais capturados morrerem de fome porque gostava de assistir ao processo ou que os deixava serem comidos por animais selvagens.

### Lutas internas dos Los Zetas
Em uma enxurrada de artigos no final de agosto de 2012, um policial dos Estados Unidos disse à imprensa que Miguel Treviño Morales, o antigo segundo em comando do Los Zetas, teria assumido a liderança do cartel e substituído Lazcano, o líder de longa data. Devido à sua personalidade violenta e conflituosa, Treviño Morales iniciou o processo de tomada de posse dos ativos dos Los Zetas e remoção de Lazcano no início de 2010.
No início, Lazcano ficou feliz em ter um homem como Treviño Morales em suas fileiras, mas ele supostamente o subestimou e lhe deu muito poder. O papel ativo de Treviño Morales lhe rendeu a lealdade e o respeito de muitos em Los Zetas, e muitos acabaram deixando de ser leais a Lazcano. Em termos de personalidade, Treviño Morales e Lazcano são figuras opostas; Treviño Morales tendia a preferir a violência, enquanto Lazcano era muito mais firme e preferia manter sua organização como um grupo estável. Lazcano supostamente queria que Los Zetas fossem um problema menor para a próxima administração política de Enrique Peña Nieto; em contraste, "Treviño Morales era alguém que queria lutar a luta". Los Zetas são inerentemente um grupo de crime organizado instável, com um longo histórico de violência brutal, com a possibilidade de crise interna constante se a organização existir sem seu comando central.
Mais tarde, porém, foi confirmado que Treviño Morales e Lazcano realmente mantiveram sua aliança, e que os rumores da briga interna começaram quando vários homens da facção de Treviño Morales não o queriam como líder.

## Recompensa
Lazcano era procurado pelas autoridades americanas e mexicanas por vários assassinatos e acusações de tráfico de drogas. Autoridades americanas ofereceram uma recompensa de US$ 5 milhões, e autoridades mexicanas ofereceram uma recompensa de 30 milhões de pesos (equivalente a US$ 2 milhões).
Lazcano tinha vários pseudônimos, incluindo, mas não se limitando a: Z-3, Laz, El Lazca, El Bronce ("O Bronze"), El Muñeco ("A Boneca"), El Pitirijas ("O Cara"), El Licenciado ("O Advogado") e El Verdugo ("O Carrasco").
Ele foi classificado pelas autoridades policiais como o primeiro da lista dos chefões do tráfico mais procurados do México, muitas vezes considerado o segundo mais procurado, atrás apenas de Joaquín El Chapo Guzmán. No entanto, ambos vêm de origens muito diferentes e apresentam desafios diferentes ao governo mexicano. Guzmán é a versão moderna do chefe das drogas da "velha escola", embora a violência extrema de Los Zetas tenha forçado sua organização a às vezes contradizer suas políticas. Los Zetas, por outro lado, são o "cartel do nosso tempo", que optam pela violência brutal.

### Sanção da Lei Kingpin
Em 20 de julho de 2009, o Departamento do Tesouro dos Estados Unidos sancionou Lazcano sob a "Lei de Designação de Reis do Narcotráfico Estrangeiro" (às vezes chamada simplesmente de "Lei Kingpin"), por seu envolvimento no tráfico de drogas junto com outros três criminosos internacionais. A lei proibiu cidadãos e empresas dos Estados Unidos de fazer qualquer tipo de atividade comercial com ele e praticamente congelou todos os seus ativos nos Estados Unidos.

## Caçada humana
Em 21 de abril de 2012, as Forças Armadas Mexicanas invadiram uma festa na cidade de Monclova, Coahuila, com o objetivo de capturar Lazcano. O grupo musical Banda Jerez tocava durante a festa e teria dedicado uma música a El Lazca, que fugiu do local e escapou de ser capturado; no entanto, os próprios músicos foram presos para interrogatório e libertados apenas uma semana depois. As apresentações de músicos em festas de traficantes eram comuns Assim, em dezembro de 2006, em festa de Natal no complexo esportivo Las Liebras, na cidade de Rio Bravo, organizada por Los Zetas, a vencedora do Grammy Latino Alejandra Guzman se apresentou. Os próprios líderes do cartel organizavam jantares suntuosos com álcool e drogas, não apenas convidando artistas para se apresentarem, mas também trazendo prostitutas.
A busca por Lazcano também foi complicada pelo número extremamente pequeno de fotografias que retratavam o próprio traficante, bem como rumores de que ele supostamente fugiu para o exterior, quando um comandante de alto escalão do Los Zetas, Ivan Velazquez Caballero, foi preso pela polícia, alegou que Lazcano estava escondido na Guatemala. Lazcano fez grandes esforços para não chamar a atenção e permanecer “nas sombras”; o fato de durante seu serviço ter se especializado em inteligência militar dificultou a tarefa de capturá-lo. No entanto a Armada do México prendeu vários líderes do Los Zetas ao longo do ano com um dos líderes do cartel preso em 27 de setembro, pouco antes da morte de Lazcano. Por um lado, a inteligência americana ajudou os mexicanos a capturar os líderes do cartel; por outro lado, os mexicanos aproveitaram com sucesso a discórdia e divergências que reinavam nas fileiras dos Zetas.

### Alegações de morte
Houve vários relatos não confirmados de que Lazcano pode ter sido morto nos anos que antecederam sua morte real, mas todas as alegações foram refutadas pelas autoridades mexicanas e americanas. Duas reportagens dos jornais americanos The Monitor e The Brownsville Herald indicaram que Lazcano foi morto em um tiroteio com um exército mexicano nas ruas de Matamoros, Tamaulipas, em 17 de junho de 2011, onde os Zetas estariam supostamente realizando uma reunião com representantes do Cartel do Golfo. No entanto, nem as autoridades americanas nem as mexicanas confirmaram, e o Departamento de Estado dos Estados Unidos informou que não foi Lazcano quem foi morto no tiroteio, mas uma pessoa completamente diferente. Porém, depois que a morte de Lazcano foi refutada, ele ficou fora da vista do público: a imprensa acreditava que ele poderia estar escondido em algum lugar da Europa ou da América do Sul.

## Morte
Em 7 de outubro de 2012, forças especiais da Armada do México prenderam Salvador Alfonso Martínez Escobedo, La Ardilla, um dos líderes do cartel Los Zetas, na cidade de Novo Laredo, Tamaulipas. Martínez Escobedo foi acusado de cometer dois massacres no nordeste do país, cometidos em San Fernando em 2010 (72 migrantes mortos) e 2011 (vala comum com mais de 200 corpos), bem como na organização de duas fugas em massa de prisões e no assassinato do cidadão americano David Hartley no reservatório Falcon, perto da fronteira com os Estados Unidos, em 30 de setembro de 2010. Poucas horas depois, aproximadamente às 13h30, horário local, a Armada do México recebeu uma denúncia civil de que homens armados haviam sido vistos perto de um estádio de beisebol na cidade de Progreso, Coahuila. As unidades do Corpo de Fuzileiros Navais chegaram ao local declarado em meia hora. Foi alegado que Lazcano teria vindo ao estádio de beisebol porque um parente de sua amante estava jogando lá e bebeu várias garrafas de cerveja. Após a chegada da Armada, Lazcano e um atirador — que estavam dentro de uma van branca — abriram fogo contra os fuzileiros navais, dando início a um tiroteio. Durante o tiroteio, os residentes locais relataram ter ouvido três fortes explosões, que se acredita terem vindo de granadas disparadas contra os fuzileiros navais pelo atirador de Lazcano. Ao mesmo tempo, nenhum dos residentes locais deu testemunho claro sobre o que exatamente estava acontecendo perto do campo. O cúmplice de Lazcano estava ao volante e o próprio Lazcano tentou escapar, mas foi baleado a cerca de 270 metros do carro; ao final, Lazcano, seu atirador e um fuzileiro foram mortos. De acordo com especialistas forenses, Lazcano foi morto por uma bala calibre .223 de um rifle R-15. A Armada conseguiu confirmar sua morte por meio de verificação de impressões digitais e fotografias de seu cadáver antes de entregá-lo às autoridades locais. De acordo com a Armada, o veículo continha um lançador de granadas, 12 granadas, possivelmente um lançador de granadas propelido por foguete e dois rifles. Toda a operação para eliminar Lazcano demorou muito menos tempo do que as operações para eliminar líderes de cartéis como Antonio Cárdenas Guillén, Nazario Moreno González e Arturo Beltran Leyva, que durou várias horas devido ao grande número de pessoas que enfrentavam as forças de segurança: naquele dia, Lazcano estava levemente armado e sua segurança era mínima.
Inicialmente, a Armada do México considerou ambos os mortos como pequenos criminosos comuns que não mereciam muita atenção, e seus corpos foram enviados para uma funerária na cidade de Sabinas. No entanto na noite de 8 de outubro por volta de 1h30 vários homens mascarados e fortemente armados invadiram a funerária e roubaram os corpos de Lazcano e de seu cúmplice. Supôs-se que a ordem de retirada dos corpos foi dada por Miguel Treviño Morales, que se tornou o líder de facto do cartel. Homero Ramos, promotor público do estado de Coahuila, disse: "Um grupo armado e mascarado dominou os policiais, levou os corpos e forçou o dono da funerária a dirigir o veículo de fuga", no entanto, o promotor nunca explicou por que os corpos não foram levados ao necrotério estadual. Só depois de os corpos terem sido roubados é que os especialistas decidiram comparar as impressões digitais que tinham recolhido antecipadamente com as impressões digitais disponíveis de outros criminosos, e também analisar as fotografias que tinham tirado do homem assassinado. Segundo o representante oficial da Armada do México, Contra-almirante Jose Luis Vergara Ibarra, foi isso que causou a demora na identificação dos corpos dos mortos: os militares mexicanos inicialmente não presumiram que poderiam atirar em um dos fundadores do Los Zetas. Com base nas impressões digitais e nas fotografias tiradas do cadáver de um dos mortos, os especialistas finalmente estabeleceram que durante a operação os fuzileiros navais eliminaram o próprio Heriberto Lazcano: os militares analisaram as impressões digitais de Lazcano da época em que serviu no GAFE, o que lhes permitiu identificar claramente o homem assassinado.
O detido Martinez Escobedo conheceu Lazcano pessoalmente e até o nomeou padrinho em seu casamento em 2010: foi um dos que participaram da identificação de El Lazca, embora não tenham sido apresentadas provas se Martinez Escobado o identificou a partir de fotografias ou esteve pessoalmente durante o exame do corpo. Agências de inteligência americanas solicitaram amostras de DNA colhidas pelos mexicanos para sua própria verificação e confirmação de que Lazcano foi de fato eliminado. Para eliminar quaisquer dúvidas, as autoridades mexicanas anunciaram a intenção de exumar os restos mortais de um dos familiares de Lazcano, a fim de confirmar a relação do falecido com base nos resultados do exame. O governo recusou-se a publicar os resultados do exame, alegando riscos caso as informações investigativas fossem divulgadas, e afirmou que os resultados do exame seriam confidenciais até pelo menos 2024. A esse respeito, começaram a se espalhar rumores entre o público mexicano de que Lazcano ainda poderia estar vivo.

### Repercussão
A morte de Lazcano beneficiou três partes: a Armada do México, que desferiu um golpe significativo no crime organizado com a morte de Lazcano; Miguel Treviño Morales, que ascendeu como o líder "incontestado" de Los Zetas; e Joaquín Guzmán (El Chapo), líder do Cartel de Sinaloa e o principal rival de Los Zetas. El Chapo foi talvez o maior vencedor dos três, já que seu objetivo principal era assumir as rotas de contrabando em Novo Laredo, Tamaulipas, sede de Treviño Morales. Se o corpo não tivesse sido levado, também seria uma vitória simbólica para Felipe Calderón, que pode dizer que sua administração derrubou um dos fundadores e principais líderes dos Los Zetas e, consequentemente, elevou o moral dos militares mexicanos.
Ainda não está claro, no entanto, se a ausência de Lazcano mudará drasticamente a estrutura operacional de Los Zetas. Nos meses anteriores à sua morte, Miguel Treviño Morales assumiu a liderança de Los Zetas enquanto o poder de Lazcano declinava. Quando os rumores de sua suposta morte em 2011 foram negados, ele desapareceu do radar e passou grande parte do tempo escondido na América do Sul e na Europa. É provável que Lazcano tivesse muito pouco controle sobre os aspectos operacionais de sua organização, considerando que Los Zetas opera como uma franquia e não pela "hierarquia tradicional de cima para baixo" de outras organizações de tráfico de drogas. Portanto, sua morte pode não impactar os Los Zetas tanto quanto poderia, caso ele tivesse sido morto em 2010. No final das contas, a morte de Lazcano não impedirá a divisão dentro dos Los Zetas, dada a infraestrutura da organização, onde seus membros podem operar livremente em células locais.
Além disso, a disputa pelo poder entre Los Zetas e a ausência de Lazcano provavelmente prejudicará o Cartel de Juárez em sua luta contra o Cartel de Sinaloa pelo controle das rotas de contrabando no estado de Chihuahua. Dada a fragmentação da organização, os Zetas provavelmente não conseguirão apoiar Vicente Carrillo Fuentes em Ciudad Juárez, o que lhes permitirá cair na armadilha de seus concorrentes na área. A infame cidade fronteiriça de Ciudad Juárez, que teve mais de 11.000 homicídios de 2007 a 2012 e uma média de 300 homicídios por mês em 2010, provavelmente permanecerá calma. Depois que a violência atingiu seu pico em outubro de 2010, os homicídios despencaram constantemente na cidade, principalmente porque o Cartel de Sinaloa conseguiu derrotar o Cartel de Juárez e suas gangues afiliadas. No final de 2012, Ciudad Juárez "entrou em um novo capítulo" no submundo do crime do México; Julián Leyzaola, chefe de polícia da cidade, controlava as forças policiais; programas sociais como Todos Somos Juárez foram implementados em toda a cidade; e, "talvez o melhor indicador de um futuro pacífico", o Cartel de Sinaloa conseguiu assumir o controle das rotas de contrabando na cidade como uma organização de nível único e totalmente comprometida. De acordo com o jornalista Samuel Logan, Ciudad Juárez provavelmente experimentará relativa paz no futuro, enquanto o Cartel de Sinaloa luta contra os grupos secundários restantes para estabelecer um monopólio na área.
Os últimos membros do Cartel de Juárez e suas duas gangues – La Línea e Los Aztecas – continuarão em Ciudad Juárez após a morte de Lazcano, mas Logan alega que é improvável que Los Zetas façam um esforço para lutar pelo território. Miguel Treviño Morales do cartel Zeta provavelmente se estabeleceu em Novo Laredo, Tamaulipas, enquanto o Cartel de Sinaloa "aprofunda seu domínio no sistema criminal mexicano". O Cartel de Juárez foi severamente atacado pelo governo e cartéis rivais, embora já tenha sido um grande jogador no tráfico de drogas do México. Não é mais uma organização criminosa transnacional, pois perdeu sua conexão com fornecedores de drogas em outros lugares da América Latina, e agora é uma organização de "segundo nível" no mesmo nível de Los Aztecas, como alega Logan.
Analistas dizem que a morte de Lazcano não significa o fim de Los Zetas. Como visto em outras instâncias quando os principais líderes do cartel são eliminados, ocorre fragmentação dentro das organizações, causando violência de curto prazo. Os Zetas têm uma linha de sucessão quando os líderes são presos ou mortos, mas o problema é que a maioria dessas substituições são membros mais jovens e menos experientes, que provavelmente recorrerão à violência para manter sua reputação. A Armada do México discorda dessa hipótese; eles consideram que a morte de Lazcano não aumentará a violência relacionada às drogas ou as brigas internas dentro do cartel. Seu raciocínio está no fato de que Miguel Treviño Morales "naturalmente" sucedeu Lazcano e liderou Los Zetas. Em resposta às declarações da Armada, o InSight Crime acredita que a queda de Lazcano não impedirá que os Los Zetas se fragmentem, tornando mais prováveis incursões de outros cartéis e brigas internas.

### Memorial
Em fevereiro de 2012, foi relatado que Lazcano havia construído para si uma cripta de estilo modernista no estado de Hidalgo: a construção de tais criptas era comum para traficantes de drogas. A cripta era uma cópia aproximada de uma igreja do bairro El Tezontle de Pachuca de Soto, também construída por ordem de Lazcano. Porém, após a sua morte, o cemitério onde se localizava esta cripta não aceitou quaisquer pedidos de funerais.
Em Puebla, várias velas, flores frescas, uma fotografia de Lazcano, um copo de suco de beterraba, um exemplar da Constituição Mexicana, um livro de piadas e um livro sobre tartarugas foram deixadas como oferendas a Lazcano no Dia dos Mortos para "ajudá-lo a atravessar Mictlan", o submundo da mitologia asteca.
Em outubro de 2014, um jornal do estado de Veracruz publicou um obituário em memória de seu segundo aniversário de morte e com detalhes de uma cerimônia de missa realizada em uma igreja local.

## "Filantropia"
No bairro El Tezontle de Pachuca de Soto, Lazcano construiu uma igreja ao lado da antiga capela de San Juan de los Lagos. Uma grande cruz de metal com mais de 5 metros de altura foi instalada perto do templo, no edifício do templo foi instalada uma placa de bronze, que afirmava que a igreja foi erguida com a participação de Heriberto Lazcano e dedicada ao Papa João Paulo II e citando o Salmo 142: "Deus! Ouça minha oração, preste atenção à minha oração de acordo com a Tua verdade; ouve-me segundo a tua justiça". A igreja está localizada a 300 metros do quartel-general da 18ª zona militar das Forças Terrestres Mexicanas.
A construção deste templo e a instalação de uma placa em nome de Heriberto Lazcano causaram indignação entre representantes da Igreja Católica. Por um lado, o representante oficial da Arquidiocese de Tulancingo, Reverendo Juan Aguilar, afirmou que a construção do templo era um projeto público, em cujo financiamento a Igreja Católica não participou e nem sequer sabia das fontes de financiamento do projeto, uma vez que os fluxos de caixa não passavam por ele. Ao mesmo tempo, o Ordinário da Arquidiocese de Tulancingo, Domingo Diaz Martinez, afirmou que a igreja sabia que Lazcano pagou a construção do templo, mas este cometeu um erro ao colocar uma placa indicando o seu nome. O Procurador-Geral do México anunciou a sua intenção de rever o financiamento do Templo El Tezontle por lavagem de dinheiro ou utilização de fundos ilícitos.
Além de financiar a construção do templo em El Tezontle, Lazcano também patrocinou a construção de vários outros edifícios e a celebração das festas em homenagem a Nossa Senhora de San Juan de los Lagos em fevereiro, contando assim com o apoio dos moradores locais.
Ele também organizou vários eventos no Dia das Crianças e os divulgou de todas as formas possíveis através da mídia: Osiel Cárdenas Guillén já havia feito coisas semelhantes antes mesmo do rompimento entre Los Zetas e o Cartel do Golfo. A tradição continuou após a morte de Lazcano.

## Vida Pessoal
De acordo com a descrição do Departamento de Estado dos Estados Unidos, Heriberto Lazcano tinha cerca de 1,72m de altura, pesava cerca de 81,6 kg, tinha cabelos e olhos castanhos. Na época de sua morte, Lazcano tinha  1,80m e não 1,60m, como estimado anteriormente pelas autoridades. Também houve rumores falsos de que Lazcano tinha câncer terminal; relatórios Post mortem indicaram que Lazcano não sofria de nenhuma doença terminal.
Segundo a edição de dezembro de 2005 do Dia Siete, Lazcano morava na cidade de Ciudad Miguel Aleman, no estado de Tamaulipas, entre as cidades de Novo Laredo e Reynosa. Também se sabia que na região de El Tezontle, na cidade de Pachuca de Soto, onde morava sua família, na rua Oyamel Lazcano construiu uma casa para sua mãe, para ao mesmo tempo ter a oportunidade de observar tudo o que está acontecendo na região (sua mãe era dona de um restaurante na cidade). A casa construída estava localizada não muito longe do quartel-general da 18ª zona militar, para que Lazcano pudesse realmente monitorar os movimentos dos militares. Na virada dos anos 2000 e 2010, Lazcano mudou-se para o estado de Coahuila: o fato da residência do traficante era do conhecimento de absolutamente todos os moradores do estado.
Em 2012, surgiram rumores na imprensa mexicana de que Heriberto Lazcano supostamente tinha uma noiva chamada Silvia Stephanie Sánchez Viesca Ortiz, também conhecida como Fanny, que foi ao treino de basquete na noite de 5 de novembro de 2004 e não voltou para casa. Em 2012, ela ainda estava listada como desaparecida, embora, segundo seus pais, a investigação sobre o desaparecimento da menina continuasse em andamento. O motivo do surgimento dos boatos correspondentes foi uma fotografia publicada no site Mundo Narco de Lazcano com uma certa garota que se parecia muito com Stephanie. A família da mulher sequestrada negou os boatos, dizendo que a foto não era da filha. A mãe contatou a menina da foto, que afirmou que seu namorado não era El Lazca, mas se recusou a fornecer qualquer informação sobre si mesma. A alegação de que Stephanie era supostamente noiva de Lazcano acabou sendo o resultado da distorção da informação original pela mídia.

## Representações
Na segunda temporada da série de televisão "El Chapo" conhecemos o personagem "El Cano", líder do grupo "Los Emes", interpretado por Arold Torres. É geralmente aceito que o protótipo de El Cano foi Heriberto Lazcano, do Los Zetas.